# Агдабан
Агдабан (азерб. Ağdaban) — село в горах Малого Кавказа на высоте 1624 м. Расположено в Кельбаджарском районе Азербайджана.

## Топонимика
Село названо в честь горы Агдабан. Дабан в переводе с тюркских языков означает «горный перевал», «перевал», а Агдабан означает «белый перевал».

## География
Расположено на правом берегу реки Агдабан, на склоне одноимённой горы, у южного подножия горного хребта Муровдаг, в 57 км к северо-востоку от Кельбаджара.

## История
Первоначально местность использовалась как стойбище жителями села Демирчидам. С начала XX века, несколько родов из Демирчидама окончательно обосновываются здесь. Само село Демирчидам было населено этнографической группой азербайджанцев — айрумами.
В советское время село Агдабан было административно подчинено Кельбаджарскому району, но располагалось на территории Мардакертского района Нагорно-Карабахской автономной области.
По состоянию на 1 января 1933 года село Агдабан входило в Камышлинский сельсовет Кельбаджарского района Азербайджанской ССР. Население всего Камышлинского сельсовета на 100% являлось тюрками (азербайджанцами). 

### Карабахский конфликт
С начала февраля 1992 года азербайджанские населённые пункты Малибейли, Карадаглы и Агдабан были заняты армянскими формированиями, а их население изгнано, что привело к гибели по меньшей мере 99 гражданских лиц, а 140 человек получили ранения. Согласно азербайджанским данным, в начале апреля 1992 года в Агдабане жертвами массовых убийств стали 67 жителей (в том числе женщины, дети, старики), несколько людей были взяты в заложники и пропали без вести. Село было полностью сожжено. Согласно армянским источникам, занятие армянами Агдабана стало возможным благодаря Курбанмураду Непесову, туркменскому  добровольцу, сражавшемуся на стороне Армении, который сумел проникнуть в тыл азербайджанцев, собрать необходимые сведения и передать их отряду Жоры Гаспаряна.
После подписания заявления о прекращении боевых действий 10 ноября 2020 года под контроль Азербайджана должны были быть возвращены территории Кельбаджарского и Лачинского районов в советских границах (кроме Лачинского коридора). Однако, фактически, подконтрольное армянским силам, село Агдабан осталось под контролем непризнанной НКР.
В апреле 2022 года, в тридцатую годовщину событий в Агдабане, группа вынужденных переселенцев из села посетила его развалины в сопровождении представителя Государственного комитета по делам беженцев и вынужденных переселенцев Азербайджана.
После военной операции в сентябре 2023 года село, вместе с оставшейся территорией региона, полностью вернулось под контроль Азербайджана.

## Население
По данным на 1976 год в селе проживало 419 человек.

## Экономика
До войны основной отраслью экономики села было выращивание табака и животноводство.

## Инфраструктура
В Агдабане имелись средняя школа, сельский клуб, библиотека и медпункт.